# 1992-es labdarúgó-Európa-bajnokság (selejtező – 4. csoport)
Az 1992-es labdarúgó-Európa-bajnokság selejtezőjének 4. csoportjának mérkőzéseit tartalmazó lapja. A csoportban Ausztria, Dánia, Észak-Írország, a Feröer-szigetek és Jugoszlávia szerepelt. A csapatok körmérkőzéses, oda-visszavágós rendszerben játszottak egymással.
A csoportelső Jugoszlávia lett. Az Európai Labdarúgó-szövetség (UEFA) 1992. június 1-jén Jugoszláviát kizárta az Európa-bajnokságról, az ENSZ Biztonsági Tanácsának 1992. május 30-án hozott, 757-es számú határozatára hivatkozva, amely Kis-Jugoszlávia ellen teljes embargót hirdetett. Az UEFA a csoportmásodik Dániát hívta meg a tornára, amely a többi csoportmásodikot is megelőzte. Az 1992-es labdarúgó-Európa-bajnokságon Dánia vett részt.

## Tabella
| Hely. | Csapat         | M | Gy | D | V | G+ | G– | Gk  | P  | Továbbjutás                            |     | Jugoszlávia | Dánia | Észak-Írország | Ausztria | Feröer |
| ----- | -------------- | - | -- | - | - | -- | -- | --- | -- | -------------------------------------- | --- | ----------- | ----- | -------------- | -------- | ------ |
| 1.    | Jugoszlávia    | 8 | 7  | 0 | 1 | 24 | 4  | +20 | 14 | Kizárták                               |     | —           | 1–2   | 4–1            | 4–1      | 7–0    |
| 2.    | Dánia          | 8 | 6  | 1 | 1 | 18 | 7  | +11 | 13 | Kijutott az 1992-es Európa-bajnokságra |     | 0–2         | —     | 2–1            | 2–1      | 4–1    |
| 3.    | Észak-Írország | 8 | 2  | 3 | 3 | 11 | 11 | 0   | 7  |                                        |     | 0–2         | 1–1   | —              | 2–1      | 1–1    |
| 4.    | Ausztria       | 8 | 1  | 1 | 6 | 6  | 14 | −8  | 3  |                                        | 0–2 | 0–3         | 0–0   | —              | 3–0      |        |
| 5.    | Feröer         | 8 | 1  | 1 | 6 | 3  | 26 | −23 | 3  |                                        | 0–2 | 0–4         | 0–5   | 1–0            | —        |        |

## Mérkőzések
Az időpontok helyi idő szerint értendők.
| 1990. szeptember 12. 19:00 |

| Feröer      | 1–0               | Ausztria |
| ----------- | ----------------- | -------- |
| Nielsen 61' | (0–0) Jegyzőkönyv |          |

| Landskrona Idrottspark, Landskrona Nézőszám: 1157 Játékvezető: Egil Nervik (norvég) |

| 1990. szeptember 12. 20:00 |

| Észak-Írország | 0–2               | Jugoszlávia                |
| -------------- | ----------------- | -------------------------- |
|                | (0–1) Jegyzőkönyv | Pancsev 36' Prosinečki 86' |

| Windsor Park, Belfast Nézőszám: 9008 Játékvezető: Jacobus Uilenberg |

| 1990. október 10. 19:30 |

| Dánia                                     | 4–1               | Feröer      |
| ----------------------------------------- | ----------------- | ----------- |
| M. Laudrup 8' 48' Elstrup 37' Povlsen 89' | (2–1) Jegyzőkönyv | Mørkøre 21' |

| Idrætsparken Stadion, Koppenhága Nézőszám: 38 563 Játékvezető: Guðmundur Haraldsson (izlandi) |

| 1990. október 17. 20:00 |

| Észak-Írország | 1–1               | Dánia                  |
| -------------- | ----------------- | ---------------------- |
| Clarke 58'     | (0–1) Jegyzőkönyv | Bartram 11' (11-esből) |

| Windsor Park, Belfast Nézőszám: 9079 Játékvezető: Roger Philippi (luxemburgi) |

| 1990. október 31. 19:00 |

| Jugoszlávia                     | 4–1               | Ausztria  |
| ------------------------------- | ----------------- | --------- |
| Pancsev 32' 52' 85' Katanec 43' | (2–1) Jegyzőkönyv | Ogris 15' |

| Red Star Stadium, Belgrád Nézőszám: 1437 Játékvezető: Aron Schmidhuber (német) |

| 1990. november 14. 19:30 |

| Dánia | 0–2               | Jugoszlávia              |
| ----- | ----------------- | ------------------------ |
|       | (0–0) Jegyzőkönyv | Baždarević 77' Jarni 84' |

| Idrætsparken Stadion, Koppenhága Nézőszám: 39 700 Játékvezető: Neil Midgley (angol) |

| 1990. november 14. 19:30 |

| Ausztria | 0–0         | Észak-Írország |
| -------- | ----------- | -------------- |
|          | Jegyzőkönyv |                |

| Praterstadion, Bécs Nézőszám: 6753 Játékvezető: Gérard Biguet (francia) |

| 1991. március 27. 17:15 |

| Jugoszlávia                   | 4–1               | Észak-Írország |
| ----------------------------- | ----------------- | -------------- |
| Binić 35' Pancsev 47' 60' 62' | (1–1) Jegyzőkönyv | Hill 44'       |

| Red Star Stadium, Belgrád Nézőszám: 5086 Játékvezető: Yusuf Namoğlu (török) |

| 1991. május 1. 20:00 |

| Jugoszlávia | 1–2               | Dánia               |
| ----------- | ----------------- | ------------------- |
| Pancsev 50' | (0–1) Jegyzőkönyv | Christensen 31' 63' |

| Red Star Stadium, Belgrád Nézőszám: 16 477 Játékvezető: Joël Quiniou (francia) |

| 1991. május 1. 20:00 |

| Észak-Írország | 1–1               | Feröer       |
| -------------- | ----------------- | ------------ |
| Clarke 45'     | (1–0) Jegyzőkönyv | Reynheim 63' |

| Windsor Park, Belfast Nézőszám: 7253 Játékvezető: Michel Piraux (belga) |

| 1991. május 16. 20:00 |

| Jugoszlávia                                                               | 7–0               | Feröer |
| ------------------------------------------------------------------------- | ----------------- | ------ |
| Najdoski 21' Prosinečki 24' Pancsev 51' 72' Vulić 65' Boban 68' Šuker 85' | (2–0) Jegyzőkönyv |        |

| Red Star Stadium, Belgrád Nézőszám: 6745 Játékvezető: Vassilios Nikakis (görög) |

| 1991. május 22. 19:00 |

| Ausztria                                | 3–0               | Feröer |
| --------------------------------------- | ----------------- | ------ |
| Pfeifenberger 13' Streiter 48' Wetl 69' | (1–0) Jegyzőkönyv |        |

| Lehen Stadium, Salzburg Nézőszám: 11 757 Játékvezető: Loizos Loizou (ciprusi) |

| 1991. június 5. 16:00 |

| Dánia              | 2–1               | Ausztria  |
| ------------------ | ----------------- | --------- |
| Christensen 2' 33' | (2–0) Jegyzőkönyv | Ogris 83' |

| Odense Stadium, Odense Nézőszám: 12 521 Játékvezető: Michał Listkiewicz (lengyel) |

| 1991. szeptember 11. 19:00 |

| Feröer | 0–5               | Észak-Írország                                       |
| ------ | ----------------- | ---------------------------------------------------- |
|        | (0–3) Jegyzőkönyv | Wilson 8' Clarke 12' 51' 68' (11-esből) McDonald 14' |

| Landskrona Idrottspark, Landskrona Nézőszám: 1623 Játékvezető: Simo Ruokonen (finn) |

| 1991. szeptember 25. 19:30 |

| Feröer | 0–4               | Dánia                                                          |
| ------ | ----------------- | -------------------------------------------------------------- |
|        | (0–2) Jegyzőkönyv | Christofte 2' (11-esből) Christensen 6' Pingel 70' Vilfort 75' |

| Landskrona Idrottspark, Landskrona Nézőszám: 2589 Játékvezető: Jim McCluskey (skót) |

| 1991. október 9. 19:30 |

| Ausztria | 0–3               | Dánia                                         |
| -------- | ----------------- | --------------------------------------------- |
|          | (0–3) Jegyzőkönyv | Artner 9' (öngól) Povlsen 15' Christensen 37' |

| Praterstadion, Bécs Nézőszám: 7453 Játékvezető: Frans van den Wijngaert (belga) |

| 1991. október 16. 19:00 |

| Feröer | 0–2               | Jugoszlávia               |
| ------ | ----------------- | ------------------------- |
|        | (0–1) Jegyzőkönyv | Jugović 13' Savićević 80' |

| Landskrona Idrottspark, Landskrona Nézőszám: 2485 Játékvezető: Günther Habermann (német) |

| 1991. október 16. 19:30 |

| Észak-Írország      | 2–1               | Ausztria   |
| ------------------- | ----------------- | ---------- |
| Dowie 18' Black 42' | (2–1) Jegyzőkönyv | Lainer 44' |

| Windsor Park, Belfast Nézőszám: 6854 Játékvezető: Leif Sundell (svéd) |

| 1991. november 13. 19:30 |

| Dánia           | 2–1               | Észak-Írország |
| --------------- | ----------------- | -------------- |
| Povlsen 22' 36' | (2–0) Jegyzőkönyv | Taggart 71'    |

| Odense Stadium, Odense Nézőszám: 10 881 Játékvezető: Alexey Spirin (szovjet) |

| 1991. november 13. 19:30 |

| Ausztria | 0–2               | Jugoszlávia             |
| -------- | ----------------- | ----------------------- |
|          | (0–2) Jegyzőkönyv | Lukić 18' Savićević 38' |

| Praterstadion, Bécs Nézőszám: 6212 Játékvezető: Pietro D'Elia (olasz) |